# Mídia impressa
Também conhecida como mídia/média offline, a mídia impressa (português brasileiro) ou os média impressos (português europeu) representa(m) o conjunto de meios de comunicação materiais, de caráter publicitário ou jornalístico, que são impressos em gráficas, birôs de impressão, ou em locais específicos. 
O meio impresso pode ser veiculado em veículos de comunicação, como jornais; revistas; tablóides; informativos; anuários, entre outros; ou em peças avulsas, como folhetos, mala-diretas, prospetos, flyers; panfletos; cartazes; encartes; etc. 
Estes materiais ainda podem ser feitos em diversos papéis, plásticos, adesivos, variando em tamanho, cor, acabamento e efeito. 